# Wigan Athletic
 Wigan Athletic (offiziell: Wigan Athletic Football Club) – auch bekannt als The Latics – ist ein professioneller englischer Fußballverein aus Wigan. Der Klub stieg im Jahr 2003 zum ersten Mal in seiner Geschichte in die zweithöchste englische Spielklasse auf. Nur zwei Jahre später gelang als Zweitplatzierter der Aufstieg in die Premier League, in der sich Wigan bis zum Abstieg 2013 halten konnte. In diese Zeit fiel mit dem FA-Cup-Gewinn 2013 auch der größte Erfolg in der Vereinsgeschichte. Seit 1999 bestreitet Wigan Athletic die Heimspiele im The Brick Community Stadium, das sich im Besitz des Vereins befindet.

## Geschichte
Wigan Athletic wurde 1932 als Nachfolger des im Vorjahr aufgelösten Vereins Wigan Borough gegründet. Wigan Athletic stellte den fünften Versuch dar, in der Stadt einen Fußballverein zu etablieren. Vorangegangen waren die gescheiterten Versuche mit Wigan County, Wigan United, Wigan Town und dem bereits angesprochenen Verein Wigan Borough.
Wigan Athletic absolvierte seine Heimspiele im heimischen Springfield Park, bis 1999 das DW Stadium im Robin Park mit seinen nahezu 25.000 Plätzen fertiggestellt wurde. Wigan wurde 1978 als Meister der Northern League in die englische Liga aufgenommen und ersetzte in der Fourth Division, der damals vierthöchsten Spielklasse, das Schlusslicht der vorangegangenen Saison, den FC Southport. In den darauffolgenden 25 Jahren pendelte Wigan stets zwischen der dritt- und vierthöchsten Liga Englands, bevor ihnen unter Paul Jewell in der Saison 2002/03 der Aufstieg in die zweitklassige Division One gelang. Als Aufsteiger erreichten sie in der anschließenden Saison den siebten Platz, womit die Teilnahme an den Play-offs nur knapp verfehlt wurde. Ein Jahr später konnten sie als Zweitplatzierte hinter dem Sunderland den direkten Aufstieg in die Premier League feiern. Der außergewöhnliche Erfolg der letzten Jahre ist eng an das starke finanzielle Engagement des Vorsitzenden David Whelan, Besitzer der Sportwarenkette JJB Sports, geknüpft.
In der Saison 2005/06 feierte Wigan Athletic, und damit gleichzeitig die Stadt Wigan, seine Premiere in der höchsten englischen Spielklasse, der Premier League. In die Historie des Vereins geht dabei der 8. Mai 2005 ein. An diesem Tag konnte Wigan mit einem 3:1-Heimsieg gegen den FC Reading endgültig den zweiten Platz in der Football League Championship und somit den Aufstieg sichern. Im ersten Jahr konnte unter Trainer Paul Jewell ein herausragender 10. Platz erreicht werden. Zeitweise schien sogar die Teilnahme am UEFA Cup möglich, doch zum Ende der Saison fehlten die dafür notwendigen Ergebnisse. In der darauffolgenden Saison konnte allerdings nicht an die Vorjahresleistung angeknüpft werden, so dass der Klassenerhalt erst am letzten Spieltag durch ein 2:1 bei Sheffield United zustande kam. In den nächsten beiden Jahren konnte sich Wigan unter dem neuen Trainer Steve Bruce mit Platzierungen im Mittelfeld in der Premier League etablieren. Mit Beginn der Saison 2009/10 wurde Roberto Martínez, welcher zuvor schon als Spieler bei den Latics aktiv gewesen war, Trainer. Wigan blieb seiner Linie treu und konnte trotz teilweise enorm schlechter Ausgangslagen zum Ende der Saison immer wieder den Klassenerhalt erreichen. 2009/10 gelang dies durch einen 3:2-Heimerfolg über den FC Arsenal am vorletzten Spieltag, 2010/11 durch einen 1:0-Auswärtssieg bei Stoke City am letzten Spieltag, als Hugo Rodallega den entscheidenden Treffer erzielen konnte. Das bislang größte Comeback gelang in der Saison 2011/12, als man am 27. Spieltag mit 20 Punkten auf dem letzten Tabellenplatz lag und schon als sicherer Absteiger galt. Durch unerwartete Siege über den FC Liverpool, FC Arsenal, Manchester United und Newcastle United konnte man den Klassenerhalt sogar schon am vorletzten Spieltag mit einem 1:0-Auswärtserfolg bei den Blackburn Rovers sichern, welche aufgrund dessen abstiegen.

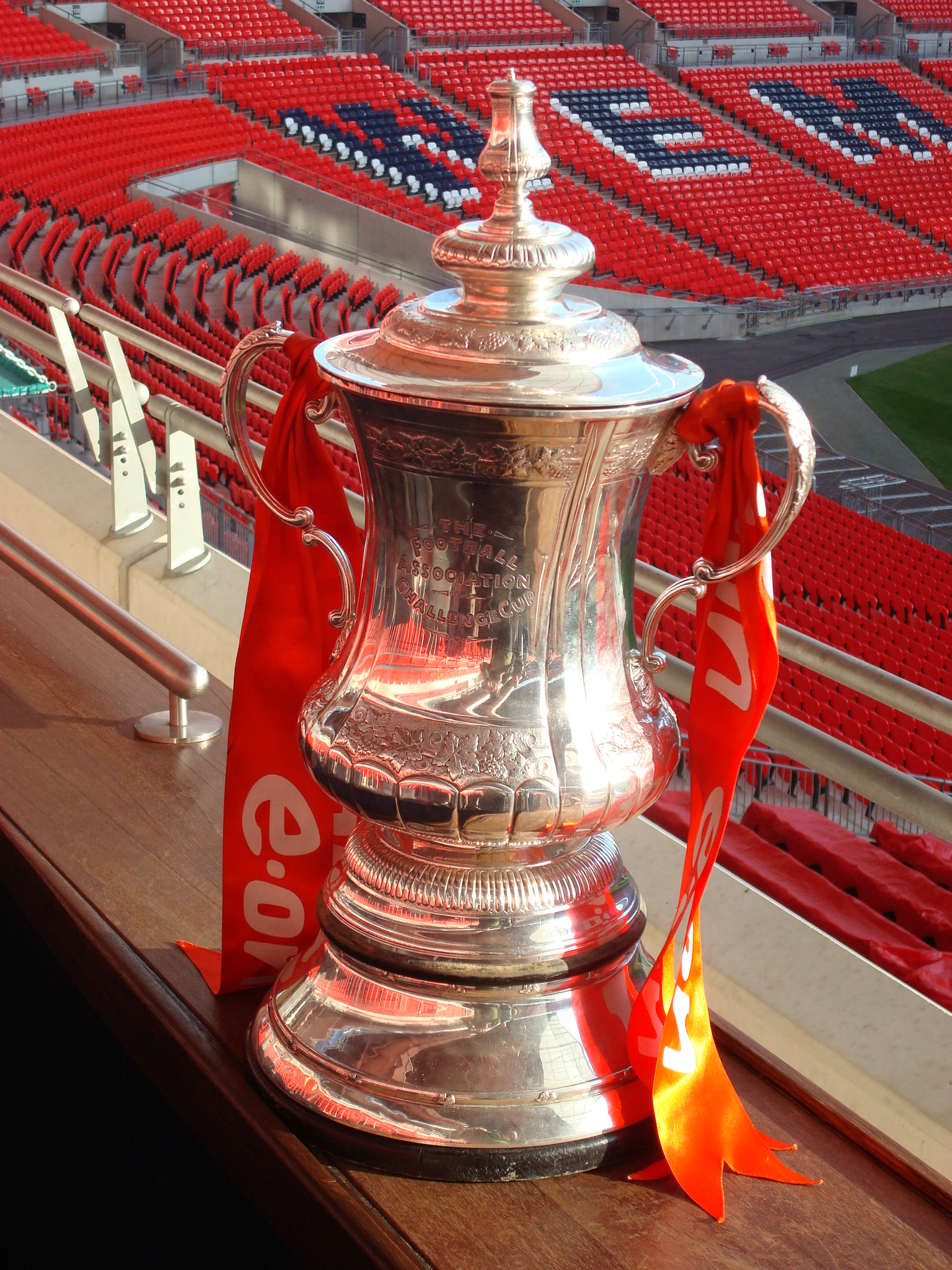
Der FA Cup

Am 11. Mai 2013 gewann Wigan gegen den Favoriten Manchester City im 132. FA-Cup-Finale mit 1:0. Das entscheidende Tor durch Ben Watson fiel in der 90. Minute und sicherte den größten Erfolg der Vereinsgeschichte. Als Pokalsieger qualifizierte sich Wigan für die UEFA Europa League 2013/14 und damit erstmals für den Europapokal. Durch eine 1:4-Niederlage gegen den FC Arsenal wurde Wigans Abstieg aus der Premier League am 14. Mai 2013 einen Spieltag vor Ende der Saison unabwendbar. Der Verein ist damit der erste Gewinner des FA Cups, der gleichzeitig aus der höchsten Spielklasse absteigen musste. Im Viertelfinale des FA-Cups in der Folgesaison 2013/14 setzte man sich erneut gegen die „Citizens“ durch: Wigan konnte mit 2:1 gewinnen. Endstation war dann im lange umkämpften Halbfinalspiel am 12. April 2014 gegen die „Gunners“, das erst im Elfmeterschießen verloren ging. Nachdem man die Saison 2013/14 auf dem fünften Platz beenden konnte, besiegelte im darauffolgenden Jahr am vorletzten Spieltag eine 0:1-Niederlage gegen die Wolverhampton Wanderers den Abstieg in die dritte Liga. Im folgenden Jahr gelang ihnen aber der absehbare Aufstieg ins Championship, der durch ein 4:0 in Blackpool besiegelt wurde.
Aufgrund der Corona-Pandemie musste der Verein in der Saison 2019/20 Insolvenz anmelden und wurde mit einem Abzug von 12 Punkten bestraft. Der Abzug führte dazu, dass Wigan den sportlich erreichten 13. Tabellenplatz verlor und als Tabellenvorletzter mit zwei Punkten auf den 21. Tabellenplatz, der zum Klassenerhalt gereicht hätte, am Ende der Saison abstieg.

## Kader der Saison 2024/25
Stand: 5. Januar 2025
| Nr. |          | Position | Name             |
| --- | -------- | -------- | ---------------- |
| 1   | England  | TW       | Sam Tickle       |
| 3   | England  | AB       | Luke Chambers    |
| 4   | England  | AB       | Will Aimson      |
| 5   | England  | AB       | Steven Sessegnon |
| 6   | England  | MF       | Jensen Weir      |
| 7   | England  | MF       | Dion Rankine     |
| 8   | England  | MF       | Matt Smith       |
| 9   | England  | ST       | Joe Hugill       |
| 10  | Norwegen | MF       | Thelo Aasgaard   |
| 11  | England  | ST       | Michael Olakigbe |
| 12  | England  | TW       | Tom Watson       |
| 14  | England  | MF       | Chris Sze        |
| 15  | England  | AB       | Jason Kerr       |
| 16  | Irland   | MF       | Baba Adeeko      |
| 17  | Uganda   | AB       | Toby Sibbick     |
| 18  | England  | ST       | Jonny Smith      |

| Nr. |                       | Position | Name             |
| --- | --------------------- | -------- | ---------------- |
| 19  | Schottland            | AB       | Luke Robinson    |
| 20  | England               | ST       | Callum McManaman |
| 21  | Wales                 | MF       | Scott Smith      |
| 22  | England               | TW       | Andy Lonergan    |
| 23  | England               | AB       | James Carragher  |
| 24  | England               | MF       | Harry McHugh     |
| 25  | Bailiwick of Guernsey | MF       | Joe Adams        |
| 28  | Nordirland            | ST       | Dale Taylor      |
| 29  | England               | ST       | Silko Thomas     |
| 30  | England               | AB       | Jack Reilly      |
| 35  | Australien            | MF       | Tyrese Francois  |
| 37  | England               | ST       | Maleace Asamoah  |
| 44  | England               | ST       | Joseph Hungbo    |
|     | England               | ST       | Will Goodwin     |
|     | England               | AB       | Josh Robinson    |
|     | England               | MF       | Kai Payne        |

## Erfolge
- FA Cup: 2013
- Football League Trophy: 1985, 1999

## Wigan Player of the Year
Für eine komplette Auflistung aller Spieler von Wigan Athletic, siehe Liste der Spieler von Wigan Athletic.
| Jahr | Sieger         |
| ---- | -------------- |
| 1979 | Tommy Gore     |
| 1980 | John Brown     |
| 1981 | Colin Methven  |
| 1982 | Les Bradd      |
| 1983 | Jimmy Weston   |
| 1984 | John Butler    |
| 1985 | Tony Kelly     |
| 1986 | Colin Methven  |
| 1987 | Barry Knowles  |
| 1988 | David Hamilton |
| 1989 | David Thompson |
| 1990 | Peter Atherton |
| 1991 | Peter Atherton |
| 1992 | Phil Daley     |
| 1993 | Allen Tankard  |
| 1994 | Andy Lyons     |
| 1995 | Neill Rimmer   |

| Jahr | Sieger           |
| ---- | ---------------- |
| 1996 | Roberto Martínez |
| 1997 | Graeme Jones     |
| 1998 | David Lowe       |
| 1999 | Colin Greenall   |
| 2000 | Andy Liddell     |
| 2001 | Arjan de Zeeuw   |
| 2002 | Arjan de Zeeuw   |
| 2003 | Jason de Vos     |
| 2004 | John Filan       |
| 2005 | Jason Roberts    |
| 2006 | Arjan de Zeeuw   |
| 2007 | Leighton Baines  |
| 2008 | Paul Scharner    |
| 2009 | Titus Bramble    |
| 2010 | Charles N’Zogbia |
| 2011 | Ali al-Habsi     |
| 2012 | Gary Caldwell    |

| Jahr | Sieger         |
| ---- | -------------- |
| 2013 | Shaun Maloney  |
| 2014 | Jordi Gómez    |
| 2015 | James McClean  |
| 2016 | David Perkins  |
| 2017 | Dan Burn       |
| 2018 | Nathan Byrne   |
| 2019 | Reece James    |
| 2020 | Sam Morsy      |
| 2022 | Jack Whatmough |
| 2023 | James McClean  |
| 2024 | Sam Tickle     |

## Trainer
- Bruce Rioch (2000–2001)
- Steve Bruce (2001)
- Paul Jewell (2001–2007)
- Chris Hutchings (2007)
- Steve Bruce (2007–2009)
- Roberto Martínez (2009–2013)
- Owen Coyle (2013)
- Uwe Rösler (2013–2014)
- Malky Mackay (2014–2015)
- Gary Caldwell (2015–2016)
- Warren Joyce (2016–2017)
- Paul Cook (2017–2020)
- John Sheridan (2020)
- Leam Richardson (2020–2022)
- Kolo Touré (2022–2023)
- Shaun Maloney (2023–2025)
- Ryan Lowe (seit 2025)